# Форест Петерсен
Форест Силас Петерсен (на английски: Forrest Silas „Pete“ Petersen) е вицеадмирал от USN и участник в Програмата X-15.

## Образование
Завършва Военноморска академия на САЩ в Анаполис, Мериленд през 1944 г. и Университета на Небраска, откъдето получава бакалавърска степен по електроинженерство през 1947 г. През юли 1950 г. завършва следдипломна квалификация по аерокосмическо инженерство във Военноморската академия. На следващата година става магистър по аерокосмическо инженерство в Университета Принстън. През 1956 г. завършва школата за експериментални тест пилоти на USN и получава квалификация инструктор.

## Военна кариера
Участник във военните действия през Втората световна война, Корея и Виетнам. По време на войната във Виетнам, от януари 1964 г., Петерсен е командир на 154-та бойна ескадрила на атомния самолетоносач Ентърпрайз. От април 1966 г. е повишен като командир на палубната авиация на самолетоносача. От ноември 1967 г. е командир на амфибийните сили на тихоокеанския театър на военните действия. От 8 юли 1969 г. до 3 декември 1971 г. е командир на атомния самолетоносач Ентърпрайз. През 1974 г. е назначен за командващ на американската бойна група CTF-60 от състава на Шести американски флот, базирана в Атина, Гърция. От 1975 г. е в Пентагона – командващ на въздушните сили на USN. Пенсионира се през 1980 г. с чин вицеадмирал.

## В Програмата Х – 15
В Програмата Х – 15 е включен през август 1958 г. като представител на USN. До края на експерименталните полети, Ф. Петерсен остава единствения представител на американския флот в тази програма. Той лети на ракетоплана до януари 1962 г. За това време, Петерсен осъществява пет полета. Най-добрите му постижения са достигната височина 31000 метра и скорост от 5796 км/час (Мах 5,3). Форест Петерсен е единствения действащ боен пилот в цялата програма и четвъртия човек пилотирал X-15.

## Награди
- Легион за заслуги;
- Летателен кръст за заслуги;
- Бронзова звезда;
- Медал за похвала на USN;
- Медал за служба в отбраната на САЩ;
- Медал за участие в Азиатско-тихоокенската кампания;
- Медал за участие в Американската кампания;
- Медал за участие във военните действия в Китай;
- Медал на окупационните сили в Япония;
- Медал за освобождението на Филипините;
- Медал на Президента на Филипините
- Медал за победата във Втората световна война;
- Медал за участие в бойните действия в Корея;
- Медал на ООН за участие в бойните действия в Корея;
- Медал за служба в Корея
- Медал за служба във Виетнам;
- Медал за участие във Виетнамската война;
- Медал за служба в националната отбрана;
- Медал на НАСА за изключителна служба.